# Martin Schlagenhaufen
Martin Schlagenhaufen (* 29. November 1975 in Wien) ist ein ehemaliger österreichischer Ringer und kämpfte für den AC-Wals. Er ist zweifacher Polizeiweltmeister, Polizei-Vizeeuropameister sowie oftmaliger österreichischer Staatsmeister.

## Leben
Schlagenhaufen begann im Alter von sechs Jahren mit dem Ringer-Training im Polizeisportverein (PSV) Wien, wo auch sein Vater trainierte. Mit elf Jahren wechselte er vorübergehend zum Basketball. 1988 wurde er in dieser Sportart mit dem WAT Wieden österreichischer Schülerstaatsmeister. Kurz danach kehrte er zum Ringer-Training beim PSV zurück. 1994 und 1995 wurde er Juniorenstaatsmeister. 2001 wechselte er vom PSV Wien zum Salzburger Verein Athletik Club Wals. Ab 2000 wurde wiederholt österreichischer Staatsmeister und Mannschafts-Staatsmeister. Er nahm auch an internationalen Wettkämpfen (Olympiaqualifikationsturnieren, Weltmeisterschaften, Europameisterschaften, Polizeiweltmeisterschaften, Polizeieuropameisterschaften) teil.

## Erfolge
Folgende Erfolge konnte Schlagenhaufen jeweils in der Gewichtsklasse bis 96 kg erreichen:
- 1. Rang Polizeiweltmeisterschaft Vancouver 2009 Gr.-Röm.
- 1. Rang Polizeiweltmeisterschaft Vancouver 2009 Freistil
- 2. Rang Polizeieuropameisterschaft Moskau 2008 Gr.-Röm.[2]
- 3. Rang Polizeieuropameisterschaft Bratislava 2016 Gr.-Röm.
- Teilnahme Olympiaqualifikationsturnier Usbekistan bzw. Novi Sad 2004
- 9 × österreichischer Staatsmeister (2000–2009)
- 9 × österreichischer Mannschafts-Staatsmeister mit dem AC-Wals (2001–2011)